# Martin Thilo
Emil Martin Thilo (* 23. Juni 1876 in Borgholzhausen; † 14. März 1950 in Eitorf) war ein deutscher evangelischer Pfarrer und Theologe.
Thilo war nach einer zweijährigen Reise nach Bethlehem Pastor in Enger, Langerfeld und Eitorf (1918–1946). Nebenamtlich war er ab 1921 Privatdozent für Altes Testament und ab 1923 Lektor für Hebräisch an der Universität Bonn.

## Familie
Martin Thilo war der Sohn des Pastors Eduard Thilo und Hermine geb. Luyken. Er heiratete am 29. August 1907 Johanna Charlotte Auguste geb. Thilo. Die Familie hatte drei Söhne.

## Ehrungen
In Eitorf wurde die Dr.-Martin-Thilo-Straße nach ihm benannt.

## Werke
- Was jedermann zum Verständnis des Alten Testamentes wissen muß! Hugo Klein’s Verlag, Barmen 1917, DNB 361757522, 2. Auflage, 1917, DNB 361757530, 3. Auflage: J. F. Steinkopff, Stuttgart, 1930, DNB 577975943
- Die Chronologie des Alten Testamentes, dargestellt und beurteilt unter besonderer Berücksichtigung der masoretischen Richter- und Königszahlen. Hugo Klein’s Verlag Barmen 1917, DNB 571612180
- Das Hohelied: neu übersetzt und ästhetisch-sittlich beurteilt, A. Marcus und E. Webers, 1921, DNB 576355917
- Zwei Jahre im Lande der Bibel: Erlebnisse. J. Meincke, Neuwied 1924, DNB 577975935
- Das Buch Hiob. A. Marcus und E. Webers Verlag, Bonn 1925, DNB 574135014
- Alttestamentliche Bibelkunde – ein Handbuch für Bibelleser. J.F. Steinkopf-Verlag Stuttgart 1935, DNB 57667415X
- Das Alte Testament ausgelegt für Bibelleser. Bertelsmann, Gütersloh, DNB 560973012
  - Band 1: Die fünf Bücher Moses. C. Bertelsmann Verlag Gütersloh 1947, DNB 455048452
  - Band 2: Die Bücher Josua bis Esther. C. Bertelsmann Verlag Gütersloh 1949, DNB 455048460
  - Band 3: Die Lehrbücher Geschichte des Morgenlandes zur biblischen Zeit. C. Bertelsmann Verlag Gütersloh, 1950, DNB 455048479
  - Band 4: Die prophetischen Bücher. C. Bertelsmann Verlag Gütersloh 1951, DNB 455048487